# Пиджен (озеро)
Озеро Пиджен (англ. Pigeon Lake ) — Голубиное озеро — озеро в южной части провинции Альберта (Канада). Общая площадь — 96,7 км², глубина до 9 метров.
До 1858 года называлось «Вудпекер Лейк» — озеро дятла — прямой перевод индейского названия «Хми-хму». В 1858 году переименовано в Голубиное озеро (Pigeon Lake).
Площадь водосбора всего в два раза больше площади самого озера, питание от нескольких ручьёв, впадающих в озеро с запада и северо-запада. Из южной оконечности вытекает река Пиджен-Лейк-Крик и течет в юго-восточном направлении до впадения в Батл-Ривер.
Озеро расположено в 60 километрах юго-западнее Эдмонтона и имеет с ним удобное сообщение. В 20 км на север находится город Торсби. На юго-восточной оконечности озера расположен провинциальный парк Ма-Ме-О-Бич, основанный в 1957 году и являющийся самым маленьким парком в провинции Альберта, его площадь всего 0,016 км². На западном берегу озера находится провинциальный парк Пиджен-Лейк, созданный в 1967 году возле Зейнер Парка и в 1981 году объединившийся с ним.
Озеро является очень популярным местом отдыха, на берегу озера построено 2300 частных коттеджей и 10 летних поселков. 27 % побережья озера представляют собой песчаные пляжи. Развиты водные виды спорта — плавание, парусный спорт, катание на катерах и водных лыжах. Спортивное рыболовство — на щуку, окуня, сазана и сига.